# Пирелли, Джованни Баттиста
Джова́нни Батти́ста Пире́лли (27 декабря 1848, Варенна, Ломбардо-Венецианское королевство — 20 октября 1932, Милан, Королевство Италия) — итальянский инженер, предприниматель и политик, основатель концерна Pirelli.

## Биография
Джованни Пирелли был восьмым из десяти детей в семье пекаря Сантино Пирелли и домохозяйки Розы Рива. Пятеро их детей умерли в раннем возрасте. Отец умер, когда Джованни исполнилось 8 лет.
После обучения в школах в Варенне и Комо в 1861 году для продолжения учёбы он приехал в Милан, где учился в техническом институте св. Марты (позже им. Карло Каттанео) по физико-математическому направлению.
В 1865 году он поступил на физико-математической факультет Павийского университета, где прошёл подготовку, необходимую для поступления в Высший технический институт гражданских инженеров в Милане (позже Миланский Политехнический), в который поступил в 1867 году. Как и большинство патриотически настроенной молодёжи университета, участвовал в операциях Гарибальди против австрийских войск в Трентино, но тяга к точным наукам преобладала, и Джованни возвратился к учёбе в университете, а затем в Высшем техническом институте в Милане.

## Создание производства
10 сентября 1870 года Джованни Пирелли по окончании Высшего технического института получил диплом и, как лучший выпускник, — Премию Крамер, основанную миланской аристократкой Терезой Беррой Крамер в память о её сыне-инженере, в размере 3000 лир. Эту сумму следовало использовать для поездки за границу для изучения и внедрения в Италии новых перспективных производств и отраслей промышленности.
С ноября 1870 до ноября 1871 года Джованни на средства премии Крамер совместно с профессором общей механики Джузеппе Коломбо на основании анализа перспективных производств, которые были бы полезными для Италии, составил программу внедрения в Италии переработки каучука и изготовления продукции на его основе.
В этот проект были привлечены средства миланских деловых кругов и создано предприятие GB Pirelli & C. — зародыш будущего концерна Pirelli, руководство которым занял сам Пирелли. Предприятие было построено на тогдашней окраине Милана и сосредоточилось сначала на производстве резиновых изделий для промышленности, расширив впоследствии ассортимент.

## Общественная и политическая деятельность
С 29 июля 1877 года по 1889 год — коммунальный советник Милана. Занимал должности Провинциального советника Милана и члена Торговой палаты Милана.
В 1909 году назначен королём Виктором Эммануилом III Савойским на должность сенатора Королевства Италия.
С 4 декабря 1913 года по 29 сентября 1919 года и с 6 декабря 1919 года по 7 апреля 1921 года — член Высшего совета труда.
В 1919 году избран президентом Всеобщей Конфедерации Промышленности Италии, известной также как Конфиндустрия (Confindustria).

## Награды
- Командор ордена Святых Маврикия и Лазаря (11 июня 1891 года)
- Офицер ордена Святых Маврикия и Лазаря (20 декабря 1906 года)
- Офицер ордена Короны Италии (4 января 1885 года)
- Кавалер ордена Короны Италии (24 ноября 1881 года)
- Кавалер труда (10 июля 1902 года)

## Семья
Был женат на Марии Сормани, с которой имел двух сыновей Пьеро и Альберто, которые продолжили семейный бизнес.